# Ralph-Waldo-Emerson-Preis
Der Ralph-Waldo-Emerson-Preis ist der seit 1960 jährlich von der US-amerikanischen Phi Beta Kappa Society verliehene Wissenschaftspreis für herausragende, neu erschienene Monografien in den Geisteswissenschaften: Geschichtswissenschaft, Philosophie oder Religionswissenschaft, aber auch in verwandten Gebieten wie Anthropologie und Sozialwissenschaften. Ralph Waldo Emerson (1803–1882) war ein US-amerikanischer Philosoph und Schriftsteller. Der Preis ist (Stand 2024) mit 10.000 US-Dollar dotiert.

## Preisträger
- 1960 Albert William Levi: Philosophy and the Modern World
- 1961 W. T. Stace: Mysticism and Philosophy
- 1962 Herbert J. Muller: Freedom in the Ancient World
- 1963 Richard Hofstadter: Anti-Intellectualism in American Life
- 1964 Thomas F. Gossett Race: The History of an Idea in America
- 1965 Howard Mumford Jones: O Strange New World: American Culture - The Formative Years
- 1966 John Herman Randall, Jr.: The Career of Philosophy: From the German Enlightenment to the Age of Darwin
- 1967 Robert Coles: Children of Crisis: A Study of Courage and Fear
- 1968 Winthrop D. Jordan: White Over Black: American Attitudes Toward the Negro, 1550-1812
- 1969 Peter Gay: Weimar Culture: The Outsider as Insider
- 1970 Rollo May: Love and Will
- 1971 Charles A. Barker: American Convictions: Cycles of Public Thought, 1600-1850
- 1972 John Rawls: A Theory of Justice
- 1973 Barrington Moore, Jr.: Reflections on the Causes of Human Misery and upon Certain Proposals to Eliminate Them
- 1974 Frederic C. Lane: Venice: A Maritime Republic
- 1975 Marshall G. S. Hodgson: The Venture of Islam
- 1976 Paul Fussell: The Great War and Modern Memory
- 1977 Eugen Weber: Peasants into Frenchmen: The Modernization of Rural France, 1870-1914
- 1978 Bruce Kuklick: The Rise of American Philosophy: Cambridge, Massachusetts, 1860-1930
- 1979 Elizabeth L. Eisenstein: The Printing Press as an Agent of Change, Volumes I and II
- 1980 Frank E. Manuel und Fritzie P. Manuel: Utopian Thought in the Western World
- 1981 George M. Frederickson: White Supremacy: A comparative Study in American and South African History
- 1982 Robert Nozick: Philosophical Explanations (The Belknap Press of Harvard University Press)
- 1983 Daniel Joseph Singal: The War Within: From Victorian to Modernist Thought in the South, 1919-1945 (University of North Carolina Press)
- 1984 David G. Roskies: Against the Apocalypse: Responses to Catastrophe in Modern Jewish Culture (Harvard University Press)
- 1985 Joel Williamson: The Crucible of Race: Black-White Relations in the American South since Emancipation (Oxford University Press)
- 1986 Benjamin I. Schwartz: The World of Thought in Ancient China (The Belknap Press of Harvard University Press)
- 1987 Alfred W. Crosby: Ecological Imperialism: The Biological Expansion of Europe, 900-1900 (Cambridge University Press)
- 1988 David Montgomery: The Fall of the House of Labor (Cambridge University Press)
- 1989 Peter Brown: The Body and Society: Men, Women, and Sexual Renunciation in Early Christianity (Columbia University Press)
- 1990 William L. Vance: America’s Rome, Volumes I and II (Yale University Press)
- 1991 Carl N. Degler: In Search of Human Nature: The Decline and Revival of Darwinism in American Social Thought (Oxford University Press)
- 1992 Gordon S. Wood: The Radicalism of the American Revolution (Knopf)
- 1993 Theda Skocpol: Protecting Soldiers and Mothers: The Political Origins of Social Policy in the United States (The Belknap Press of Harvard University Press)
- 1994 David Levering Lewis, W. E. B. Du Bois: Biography of a Race, 1868-1919 (Henry Holt and Company)
- 1995 Caroline Walker Bynum: The Resurrection of the Body in Western Christianity, 220-1336 (Columbia University Press)
- 1996 Eloise Quinones Keber: Codex Telleriano-Remensis: Ritual, Divination, and History in a Pictorial Aztec Manuscript (University of Texas Press)
- 1997 Steven B. Smith: Spinoza, Liberalism, and the Question of Jewish Identity (Yale University Press)
- 1998 Jill Lepore: The Name of War: King Philip’s War and the Origins of American Identity (Verlag Alfred A. Knopf)
- 1999 H.C. Eric Midelfort: A History of Madness in Sixteenth-Century Germany (Stanford University Press)
- 2000 Peter Novick: The Holocaust in American Life (Houghton Mifflin)
- 2001 Debora Silverman: Van Gogh and Gauguin: The Search for Sacred Art (Straus and Giroux)
- 2002 Fredric L. Cheyette: Ermengard of Narbonne and the World of the Troubadours (Cornell University Press)
- 2003 David Freedberg: The Eye of the Lynx: Galileo, His Friends, and the Beginnings of Modern Natural History (University of Chicago Press)
- 2004 Jennifer Michael Hecht: The End of the Soul (Columbia University Press)
- 2005 Isabel Hull: Absolute Destruction: Military Culture and the Practices of War in Imperial Germany (Cornell University Press)
- 2006 Susan Scott Parrish: American Curiosity: Cultures of Natural History in the Colonial British and Atlantic World (University of North Carolina Press und das Omohundro Institute for Early American History and Culture)
- 2007 David Brion Davis: Inhuman Bondage: The Rise and Fall of Slavery in the New World (Oxford University Press)
- 2008 Leor Halevi: Muhammad's Grave: Death Rites and the Making of Islamic Society (Columbia University Press)
- 2009 Peter Trachtenberg: The Book of Calamities: Five Questions About Suffering and Its Meaning (Little, Brown and Company, 2008)
- 2010 Susan M. Reverby: Examining Tuskegee: The Infamous Syphilis Study and Its Legacy (University of North Carolina Press, 2009)
- 2011 Timothy Snyder: Bloodlands: Europe Between Hitler and Stalin (Basic Books)
- 2012 Jay Rubenstein: Armies of Heaven: The First Crusade and the Quest for Apocalypse (Basic Books)
- 2013 Timothy Egan: Short Nights of the Shadow Catcher: The Epic Life and Immortal Photographs of Edward Curtis (Houghton Mifflin Harcourt)
- 2014 David Nirenberg: Anti-Judaism: The Western Tradition (W.W. Norton)
- 2015 Joan Breton Connelly: The Parthenon Enigma: A New Understanding of the West’s Most Iconic Building and the People Who Made It (Knopf)
- 2016 E. M. Rose: The Murder of William of Norwich: The Origins of the Blood Libel in Medieval Europe (Oxford University Press)
- 2017 Elizabeth Hinton: From the War on Poverty to the War on Crime: The Making of Mass Incarceration in America (Harvard University Press)
- 2018 Mike Wallace: Greater Gotham: A History of New York City from 1898 to 1919 (Oxford University Press)
- 2019 Sarah E. Igo: The Known Citizen: A History of Privacy in Modern America (Harvard University Press)
- 2020 Sarah Seo: Policing the Open Road: How Cars Transformed American Freedom (Harvard University Press)
- 2021 Alice Baumgartner: South to Freedom: Runaway Slaves to Mexico and the Road to the Civil War (Basic Books)
- 2022 Tiya Miles: All That She Carried: The Journey of Ashley's Sack, a Black Family Keepsake (Random House)
- 2023 Deborah Cohen: Last Call at the Hotel Imperial: The Reporters Who Took On a World at War (Random House)
- 2024 Jeremy Eichler: Time's Echo: The Second World War, the Holocaust, and the Music of Remembrance (Alfred A. Knopf)[1]